# السلام المؤقت

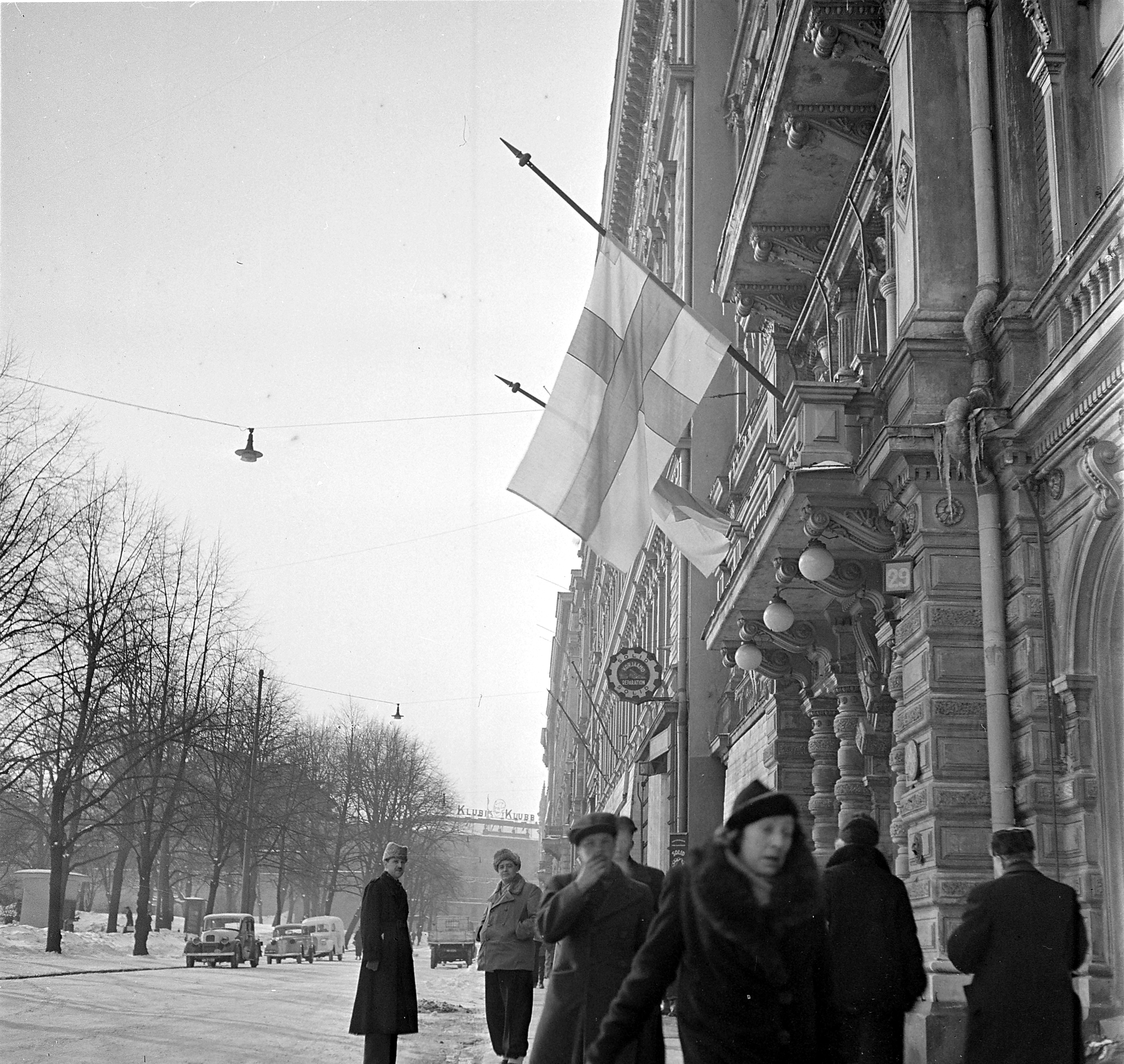
أنزلت الأعلام الفنلندية بعد نشر شروط سلام الحرب الشتوية.

السلام المؤقت ( (بالفنلندية: Välirauha)‏، (بالسويدية: Mellanfreden)‏ كانت فترة قصيرة في تاريخ فنلندا خلال الحرب العالمية الثانية. يستخدم المصطلح لفترة ما بين حرب الشتاء وحرب الاستمرار، التي أستمرت أكثر من عام بقليل، من 13 مارس 1940 إلى 24 يونيو 1941. وقعت معاهدة السلام في موسكو بين فنلندا والاتحاد السوفيتي في 12 مارس 1940 وانتهت من الحرب الشتوية التي استمرت 105 أيام.
في أعقاب الحرب الشتوية، كان كل من الاتحاد السوفيتي وفنلندا يستعدان لحرب جديدة بينما ضغط السوفييت على الفنلنديين سياسيا. في أوائل عام 1940، رفعت فنلندا دعوى على تحالف مع السويد، لكن الاتحاد السوفيتي وألمانيا عارضاها. في أبريل، احتلت ألمانيا الدنمارك والنرويج. في يونيو، احتل الاتحاد السوفيتي دول البلطيق. في العام التالي، تفاوضت فنلندا على مشاركتها في غزو المحور للاتحاد السوفيتي .

## خلفية

### حلف مولوتوف-ريبنتروب والحرب الشتوية
أوضح ميثاق مولوتوف-ريبنتروب عام 1939 العلاقات السوفيتية الألمانية ومكّن الاتحاد السوفيتي من ممارسة ضغوط على جمهوريات البلطيق الصغيرة وفنلندا، ربما لتحسين موقعها الاستراتيجي في أوروبا الشرقية في حالة اتساع نطاق الحرب. سرعان ما استسلمت جمهوريات البلطيق للمطالب السوفيتية بشأن القواعد وحقوق نقل القوات، لكن فنلندا استمرت في الرفض. مع فشل الضغط الدبلوماس ، تم اللجوء إلى الحل العسكري، وفي 30 نوفمبر 1939، بدأ الاتحاد السوفيتي غزوًا لفنلندا - الحرب الشتوية.
بينت الحرب الشتوية للفنلنديين على عدم نجاعة السياسة الدولية. يبدو أن إدانة عصبة الأمم والبلدان من جميع أنحاء العالم ليس لها أي تأثير على السياسة السوفيتية. سمحت السويد للمتطوعين بالانضمام إلى الجيش الفنلندي، لكنها لم ترسل الدعم العسكري، ورفضت مرور القوات الفرنسية أو البريطانية - والتي كانت على أي حال جاهزة بأعداد أقل مما وعدت به. حتى المتطرفون اليمينيون صُدموا عندما اكتشفوا أن ألمانيا النازية لم تساعد على الإطلاق، كما منعت المساعدات المادية من بلدان أخرى.
كان ينظر إلى معاهدة موسكو للسلام، التي أنهت حرب الشتاء، على أنها ظلم كبير. بدا الأمر كما لو أن الخسائر على طاولة المفاوضات، بما في ذلك فييبوري، ثاني أكبر مدن فنلندا، كانت أسوأ مما كانت عليه في ساحة المعركة. فقدت خمس الطاقة الصناعية للبلاد و11٪ من الأراضي الزراعية. من بين 12٪ من سكان فنلندا الذين عاشوا في المناطق المفقودة، بقي بضع مئات فقط، بينما انتقل الـ 420،000 الباقي إلى الجانب الفنلندي من الحدود الجديدة.